# Astap

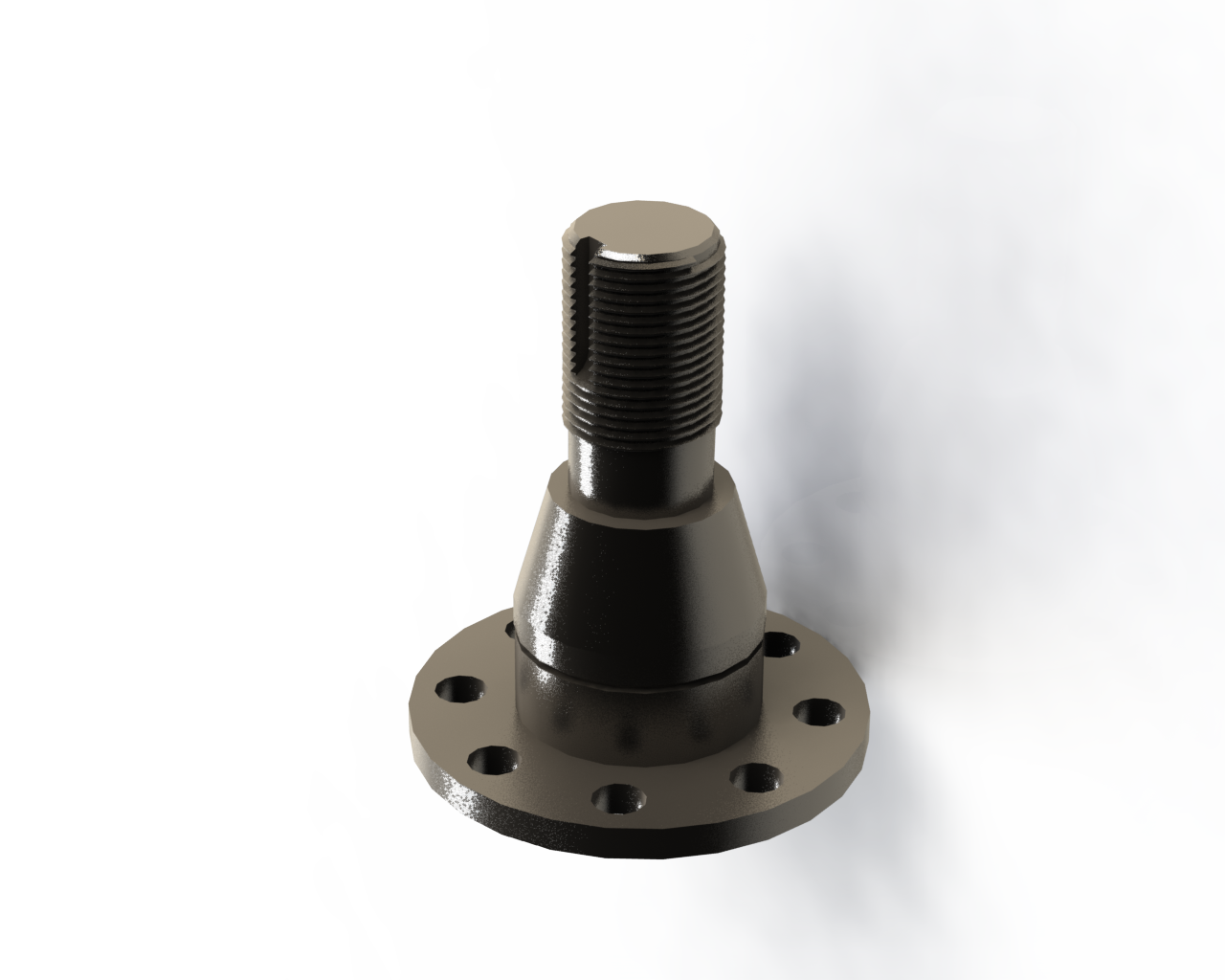
Astap

Een astap is een term die wordt gebruikt in de context van mechanische systemen, met name bij assemblages zoals tandwielen en lagers. De astap is het deel van een as (assemblage) waarover een ander onderdeel draait of roteert. Het is de plaats waar een draaiende beweging plaatsvindt.
In tandwielsystemen is de astap het gedeelte van de as waarop het tandwiel is gemonteerd en draait. Het kan ook verwijzen naar het deel van de as waarover een lager draait.
Kortom, de astap is het specifieke punt of de specifieke sectie van een as waar rotatie plaatsvindt of waarop andere onderdelen draaien.